# 1G
Mạng thông tin di động 1G (gọi tắt là 1G) là thế hệ đầu tiên của mạng di động viễn thông (còn gọi là mạng không dây tế bào, tiếng Anh: wireless cellular technology). Cũng giống như công nghệ vô tuyến di động (0G) trước đó, mạng 1G chỉ phục vụ khả năng gọi trên điện thoại di động (voice-only communication). Mạng 1G được giới thiệu lần đầu tiên vào những năm đầu thập niên 80, sử dụng công nghệ truyền nhận thông tin thông qua tín hiệu analog (tín hiệu tương tự). Công nghệ mạng 1G sau đó được thay thế bởi công nghệ mạng kĩ thuật số 2G. Sự khác biệt chính giữa hai hệ thống di động di động (1G và 2G) là các tín hiệu vô tuyến được sử dụng bởi các mạng 1G là analog, trong khi mạng 2G là digital (tín hiệu số).
Mạng 1G và 2G đều kết nối toàn bộ điện thoại trong hệ thống thông qua sử dụng tín hiệu digital kết nối đến các tháp vô tuyến (radio tower), tuy nhiên âm thanh trong cuộc gọi trong mạng 2G được mã hóa thành tín hiệu digital trong khi tín hiệu mạng 1G (dạng analog) được điều chế ở tần số cao hơn, thường là 150 MHz trở lên. Về sau, với những lợi thế của công nghệ digital khi so với công nghệ analog, mạng 2G đã dần thay thế mạng 1G trong mạng lưới thông tin di động.
Hệ thống mạng di động 1G hoàn thiện đầu tiên là Nordic Mobile Telephone (NMT), được sử dụng ở các nước Bắc Âu, Thụy Sĩ, Hà Lan, Đông Âu và Nga. Những hệ thống mạng 1G khác bao gồm Advanced Mobile Phone System (AMPS) được sử dụng ở Bắc Mỹ và Úc, TACS (otal Access Communications System) tại Vương quốc Anh, C-450 ở Tây Đức, Bồ Đào Nha và Nam Phi, Radiocom 2000 ở Pháp, TMA ở Tây Ban Nha và RTMI ở Ý. Ở Nhật Bản có nhiều hệ thống mạng 1G. Ba tiêu chuẩn, TZ-801, TZ-802, và TZ-803 được phát triển bởi NTT (Nippon Telegraph và Telephone Corporation), trong khi một hệ thống cạnh tranh của công ty Daini Denden Planning, Inc. (DDI) sử dụng tiêu chuẩn JTACS (Japan Total Access Communications System).

## Lịch sử
Mạng di động thương mại đầu tiên (thế hệ 1G) được triển khai tại Nhật Bản bởi Nippon Telegraph and Telephone (NTT) vào năm 1979, ban đầu ở khu vực đô thị của Tokyo. Trong vòng 5 năm, mạng lưới NTT đã được mở rộng để đáp ứng nhu cầu của toàn bộ dân số Nhật Bản và trở thành mạng lưới 1G toàn quốc đầu tiên.
Năm 1981, hệ thống NMT đồng thời được triển khai ở Đan Mạch, Phần Lan, Na Uy và Thụy Điển. NMT là mạng điện thoại di động đầu tiên có tính năng chuyển vùng (roaming). Năm 1983, mạng 1G đầu tiên ra mắt tại Mỹ là Ameritech có trụ sở tại Chicago sử dụng điện thoại di động Motorola DynaTAC. Một số quốc gia sau đó theo sau vào đầu những năm 1980, bao gồm Anh, México và Canada.
Tính đến năm 2018, dịch vụ NMT với những giới hạn tại Nga là mạng di động 1G duy nhất vẫn hoạt động, phân phối bởi nhà mạng Sky Link với tần số 450 MHz.